# Pierre Pimpie
Pierre Pimpie (ur. 10 września 1971 w Hyères) – francuski urzędnik państwowy i polityk, poseł do Parlamentu Europejskiego X kadencji.

## Życiorys
Absolwent Instytutu Nauk Politycznych w Paryżu oraz École nationale d’administration. Pracował jako wyższy urzędnik państwowy. Był dyrektorem biura zajmującego się prawem zamówień publicznych w resorcie ekologii, zajmował stanowiska kierownicze w DGEFP, dyrekcji generalnej ds. zatrudnienia i szkoleń zawodowych. Później został zastępcą dyrektora generalnego EPSF, instytucji odpowiadającej za bezpieczeństwo na kolei.
Od 2021 związany z grupą „Horaces”, zespołem wyższych urzędników państwowych i menedżerów nieformalnie doradzających kierownictwu Zjednoczenia Narodowego. W wyborach w 2024 z ramienia tej partii uzyskał mandat deputowanego do Europarlamentu X kadencji.